# Rock Master 2013
Rock Master 2013 – międzynarodowe, elitarne, prestiżowe zawody we wspinaczce sportowej organizowane corocznie od 1987 roku we włoskim Arco, które  odbyły się w roku 2013 w dniu 7 września.

## Wyniki
Legenda
     * Konkurencje zawodów wspinaczkowych rozegrane tylko w ramach Rock Master 2013 zostały zaznaczone tym kolorem.
     * Zawodnicy (włoscy), organizatora zawodów  zostali zaznaczeni tym kolorem.

### Prowadzenie
Zawody tej edycji Rock Master w prowadzeniu były rozgrywane wyłącznie w ramach zawodów Rock Master 2013. W zawodach wzięło udział 11 wspinaczy i 11 wspinaczek. 
| Mężczyźni | Mężczyźni                | Mężczyźni |         | Kobiety              | Kobiety | Kobiety |
| Miejsce   | Zawodnik                 | Wynik     | Miejsce | Zawodniczka          | Wynik   |         |
|           |                          |           |         |                      |         |         |
| złoto     | Ramón Julián Puigblanqué | Top       | złoto   | Mina Markovič        | 54+     |         |
| srebro    | Jakob Schubert           | 440       | srebro  | Kim Ja-in            | 53+     |         |
| brąz      | Domen Škofic             | 34+       | brąz    | Akiyo Noguchi        | 51+     |         |
| 4.        | Sean McColl              | 31+       | 4.      | Dinara Fachritdinowa | 51+     |         |
| 5.        | Dmitrij Fakirjanow       | 30+       | 5.      | Jewhenija Malamid    | 51+     |         |
| 6.        | Sachi Amma               | 300       | 6.      | Katharina Posch      | 39+     |         |
| 7.        | Stefano Ghisolfi         | 280       | 7.      | Mathilde Becerra     | 33+     |         |
| 8.        | Magnus Midtbø            | 23+       | 8.      | Jenny Lavarda        | 30+     |         |
| 9.        | Francesco Vettorata      |           | 9.      | Hélène Janicot       |         |         |
| 10.       | Klemen Bečan             |           | 9.      | Maja Vidmar          |         |         |
| 10.       | Mario Lechner            |           | 11.     | Risa Ota             |         |         |

### Wspinaczka na szybkość
Zawody tej edycji Rock Master we wspinaczce na szybkość były rozgrywane jednocześnie jako IFSC Puchar Świata we wspinaczce sportowej, Arco (ITA) 2013, dlatego też w kwalifikacjach do fazy finałowej na szybkość wzięło udział 29 wspinaczy i 19 wspinaczek.
| Mężczyźni                   | Mężczyźni                   | Mężczyźni                   |                           | Kobiety                   | Kobiety                   | Kobiety |
| Miejsce                     | Zawodnik                    | Wynik                       | Miejsce                   | Zawodniczka               | Wynik                     |         |
| --------------------------- | --------------------------- | --------------------------- | ------------------------- | ------------------------- | ------------------------- | ------- |
|                             |                             |                             |                           |                           |                           |         |
| złoto                       | Libor Hroza                 | 5,99                        | złoto                     | Alina Gajdamakina         | 8,78                      |         |
| srebro                      | Zhong Qixin                 | 6,27                        | srebro                    | Marija Krasawina          | u.                        |         |
| brąz                        | Stanisław Kokorin           | 6,24                        | brąz                      | Ksienija Polechina        | 8,61                      |         |
| 4.                          | Marcin Dzieński             | 6,34                        | 4.                        | Anouck Jaubert            | 9,04                      |         |
| 5.                          | Jędrzej Komosiński          | 6,53                        | 5.                        | Julija Kaplina            | 8,65                      |         |
| 6.                          | Jewgienij Wajcechowski      | 6,55                        | 6.                        | Anna Cyganowa             | 9,38                      |         |
| 7.                          | Siergiej Sinicyn            | 6,80                        | 7.                        | Monika Prokopiuk          | 9,45                      |         |
| 8.                          | Leonardo Gontero            | 7,46                        | 8.                        | Julija Lewoczkina         | u                         |         |
| Miejsca pozostałych Polaków | Miejsca pozostałych Polaków | Miejsca pozostałych Polaków | Miejsca pozostałych Polek | Miejsca pozostałych Polek | Miejsca pozostałych Polek |         |
| 11.                         | Łukasz Świrk                | 6,80                        | 11.                       | Edyta Ropek               | 11,50                     |         |
|                             |                             |                             | 15.                       | Klaudia Buczek            | u                         |         |
| 16.                         | Patrycja Chudziak           | u                           |                           |                           |                           |         |
| 17-19.                      | Aleksandra Rudzińska        | u                           |                           |                           |                           |         |

### Bouldering i Duel
Konkurencje; bouldering i duelu, rozegrane zostały w dniu 8 września wyłącznie w ramach zawodów Rock Master 2013.
| Bouldering |                          |         |                    |         |
| Mężczyźni  | Mężczyźni                |         | Kobiety            | Kobiety |
| Miejsce    | Kraj / Zawodnik          | Miejsce | Kraj / Zawodniczka |         |
|            |                          |         |                    |         |
| złoto      | Rustam Gelmanov          | złoto   | Alex Puccio        |         |
| srebro     | Dmitrij Szarafutdinow    | srebro  | Aya Onoe           |         |
| brąz       | Christopher Webb-Parsons | brąz    | Julija Abramczuk   |         |
| 4.         | Michael Piccolruaz       | brąz    | Akiyo Noguchi      |         |
| 4.         | Jakob Schubert           | 5.      | Katharina Saurwein |         |
| 6.         | Shinta Ozawa             | 6.      | Annalisa de Marco  |         |
| 7.         | Jorg Verhoeven           | 7.      | Mélanie Sandoz     |         |
| 8.         | Klemen Bečan             | 8.      | Jenny Lavarda      |         |
| 8.         | Mauricio Huerta          | 9.      | Mathilde Becerra   |         |
| 8.         | Sean McColl              |         |                    |         |
| 8.         | Kim Ja-bee               |         |                    |         |

| Duel      |                          |         |                      |         |
| Mężczyźni | Mężczyźni                |         | Kobiety              | Kobiety |
| Miejsce   | Kraj / Zawodnik          | Miejsce | Kraj / Zawodniczka   |         |
|           |                          |         |                      |         |
| złoto     | Sean McColl              | złoto   | Dinara Fachritdinowa |         |
| srebro    | Stefano Ghisolfi         | srebro  | Katharina Posch      |         |
| brąz      | Magnus Midtbø            | brąz    | Kim Ja-in            |         |
| 4.        | Sachi Amma               | 4.      | Mina Markovič        |         |
| 5.        | Jakob Schubert           | 5.      | Akiyo Noguchi        |         |
| 6.        | Domen Škofic             | 6.      | Jewhenija Malamid    |         |
| 7.        | Dmitrij Fakirjanow       | 7.      | Jenny Lavarda        |         |
| 8.        | Ramón Julián Puigblanqué | 8.      | Mathilde Becerra     |         |